# Microdon bruchi
Microdon bruchi är en tvåvingeart som beskrevs av Raymond Corbett Shannon 1927. 
Microdon bruchi ingår i släktet myrblomflugor, och familjen blomflugor. Inga underarter finns listade i Catalogue of Life.